# Erika Mouynes
Erika Alexandra Mouynes Brenes (Ciudad de Panamá, 24 de noviembre de 1977) es una abogada, política y catedrática universitaria panameña. Fue quien se desempeñó como Ministra de Relaciones Exteriores,en el gobierno del presidente Laurentino Cortizo entre 2020 y 2022 y como Viceministra de Asuntos Multilaterales y Cooperación entre 2019 y 2020. Actualmente ejerce como catedrática universitaria y conferencista en la Universidad de Harvard.

## Biografía
Nació en Panamá el 24 de noviembre de 1977. Se graduó con honores del Colegio San Agustín y continuó estudios universitarios en la Universidad Católica Santa María La Antigua, se tituló de licenciada en Derecho y Ciencias Políticas, y en la Universidad Interamericana de Panamá en Administración de Negocios, ambas alcanzando magna cum laude. Obtuvo la maestría en Derecho Corporativo de la Universidad de Nueva York, Derecho Internacional de la Universidad de California en Berkley.

### Ministra de Relaciones Exteriores
El 2 de diciembre de 2020, fue designada canciller de Panamá por el Presidente de la República Laurentino Cortizo Cohen en sustitución de Alejandro Ferrer. Su gestión, que se extendió hasta enero de 2022, abarcó desde la crisis migratoria y la pandemia de COVID-19 hasta la promoción de la agenda ambiental en foros globales. 
Uno de los retos más significativos durante el mandato de Mouynes fue la gestión de la crisis migratoria. Panamá se ha convertido en un corredor crucial para migrantes provenientes de Haití, Cuba, Venezuela y países africanos que transitan por el Tapón del Darién en su ruta hacia Norteamérica. Este incremento en el flujo migratorio presentó desafíos humanitarios y logísticos sin precedentes.
Para abordar esta situación, Mouynes coordinó esfuerzos con países vecinos y organizaciones internacionales. Se implementaron medidas para brindar asistencia humanitaria y mejorar la seguridad en las rutas migratorias. A pesar de estos esfuerzos, algunas organizaciones de derechos humanos criticaron que las acciones tomadas no eran suficientes para proteger a los migrantes vulnerables.
Sin embargo, Mouynes también enfrentó críticas de teóricos de la conspiración, quienes cuestionaron la veracidad de la pandemia y la seguridad de las vacunas contra el COVID-19. Estas teorías conspirativas generaron desconfianza en algunos sectores de la población y complicaron los esfuerzos de vacunación y contención del virus, que incluso se vieron reflejados en la citación que afrontaron los Ministros de Salud, Economía y Finanzas, así como Relaciones Exteriores ante la Asamblea Nacional.
Durante su mandato, Panamá enfrentó el desafío de figurar en listas grises y negras del Grupo de Acción Financiera Internacional (GAFI) y la Unión Europea, debido a preocupaciones sobre el lavado de dinero y la financiación del terrorismo
Durante su gestión, Mouynes también impulsó los Objetivos de Desarrollo Sostenible (ODS 2030) de las Naciones Unidas, promoviendo iniciativas para el desarrollo sostenible y la reducción de la pobreza. Sin embargo, estas acciones enfrentaron escepticismo y críticas de algunos sectores que cuestionaban la efectividad y la implementación de los ODS en un contexto global desigual.

#### Salida del gabinete
Erika Mouynes dejó su cargo como Ministra de Relaciones Exteriores de Panamá en octubre de 2022, una salida que fue percibida como inesperada y sorpresiva. Durante su mandato, Mouynes se destacó por su desempeño y fue considerada por algunos como una de las mejores integrantes del gabinete del presidente Laurentino Cortizo. Sin embargo, su salida generó una serie de rumores y especulaciones sobre las verdaderas razones detrás de su salida.
En el anuncio oficial, la Presidencia de Panamá agradeció públicamente a Mouynes por sus servicios y su contribución a las relaciones exteriores del país a través de un mensaje en Twitter. En respuesta, Mouynes expresó en una carta dirigida al presidente Cortizo que entregaba su cartera con la satisfacción de haber alcanzado las metas propuestas y de haber manejado las relaciones internacionales en coherencia con los intereses nacionales.
La destitución de Mouynes para muchos, incluyendo figuras públicas y analistas que la consideraban una funcionaria destacada. Según versiones de prensa, uno de los posibles motivos de su salida fue su presunta negativa a apoyar a un candidato del gobierno para la dirección de la Organización Panamericana de la Salud (OPS).

### Viceministra de Asuntos Multilaterales y Cooperación
Durante su gestión como Viceministra de Asuntos Multilaterales y Cooperación de Panamá, desempeñó un papel significativo en diversas áreas de la diplomacia. Su gestión se centró en la diplomacia científica, la diplomacia climática y la gestión de insumos esencialespara el Ministerio de Salud y el Instituto Conmemorativo Gorgas, así como repatriación de panameños en el extranjero durante la pandemia de COVID-19.
Aunado a ello se fortaleció sus vínculos con instituciones científicas internacionales, promoviendo la transferencia de tecnología y el intercambio de conocimientos. Mouynes facilitó la colaboración con organizaciones como el Instituto Smithsonian de Investigaciones Tropicales (STRI) y diversas universidades de prestigio mundial, lo que permitió la realización de proyectos conjuntos en áreas de interés común. Estos esfuerzos ayudaron a aumentar la visibilidad de Panamá en la comunidad científica global y a atraer inversiones y talentos al país.
En el ámbito de la diplomacia climática, se constituyó como actor relevante en la lucha contra el cambio climático. Durante su mandato, Panamá participó activamente en foros internacionales como la Convención Marco de las Naciones Unidas sobre el Cambio Climático (CMNUCC). Mouynes promovió acuerdos enfocados en la reducción de emisiones de gases de efecto invernadero y en la implementación de estrategias de adaptación y mitigación. Su labor en este campo contribuyó a fortalecer el compromiso de Panamá con la sostenibilidad ambiental y la protección del medio ambiente.
En la gestión de insumos médicos y la obtención de vacunas para Panamá, a través de la cooperación multilateral, Panamá pudo acceder a los recursos necesarios para enfrentar la crisis sanitaria. Mouynes coordinó la recepción de donaciones y adquisiciones de equipos médicos esenciales, como mascarillas, ventiladores y pruebas de diagnóstico, mediante acuerdos con países aliados y organizaciones internacionales. Además, facilitó la incorporación de Panamá al mecanismo COVAX, lo que permitió al país acceder a vacunas contra el COVID-19 de manera equitativa.